# العلاقات البوسنية السنغافورية
العلاقات البوسنية السنغافورية هي العلاقات الثنائية التي تجمع بين البوسنة والهرسك وسنغافورة.

## مقارنة بين البلدين
هذه مقارنة عامة ومرجعية للدولتين:
| وجه المقارنة                                              | البوسنة والهرسك                                             | سنغافورة                                                             |
| --------------------------------------------------------- | ----------------------------------------------------------- | -------------------------------------------------------------------- |
| المساحة (كم2)                                             | 51.20 ألف                                                   | 719                                                                  |
| عدد السكان (نسمة)                                         | 3.51 مليون                                                  | 5.89 مليون                                                           |
| الكثافة السكانية (ن./كم²)                                 | 68.55                                                       | 819.19 ألف                                                           |
| العاصمة                                                   | سراييفو                                                     | سنغافورة                                                             |
| اللغة الرسمية                                             | اللغة البوسنوية، اللغة الكرواتية، اللغة الصربية             | لغة إنجليزية، اللغة الملايو، اللغة الصينية القياسية، اللغة التاميلية |
| العملة                                                    | مارك بوسني                                                  | دولار سنغافوري                                                       |
| الناتج المحلي الإجمالي (بليون دولار)                      | 18.17 مليار                                                 | 323.91 مليار                                                         |
| الناتج المحلي الإجمالي (تعادل القوة الشرائية) بليون دولار | 41.35 مليار                                                 | 472.59 مليار                                                         |
| الناتج المحلي الإجمالي الاسمي للفرد دولار أمريكي          | 4.25 ألف                                                    | 52.89 ألف                                                            |
| الناتج المحلي الإجمالي للفرد دولار أمريكي                 | 10.43 ألف                                                   | 82.76 ألف                                                            |
| مؤشر التنمية البشرية                                      | 0.733                                                       | 0.925                                                                |
| رمز المكالمات الدولي                                      | +387                                                        | +65                                                                  |
| رمز الإنترنت                                              | .ba                                                         | .sg                                                                  |
| المنطقة الزمنية                                           | توقيت وسط أوروبا، ت ع م+01:00، ت ع م+02:00، أوروبا/سراييفو ‏ | ت ع م+08:00، توقيت سنغافورة المنسق ‏                                  |

## منظمات دولية مشتركة
يشترك البلدان في عضوية مجموعة من المنظمات الدولية، منها:
| علم المنظمة | اسم المنظمة                               | تاريخ انضمام البوسنة والهرسك | تاريخ انضمام سنغافورة |
| ----------- | ----------------------------------------- | ---------------------------- | --------------------- |
|             | مؤسسة التنمية الدولية                     | 25 فبراير 1993               | 27 سبتمبر 2002        |
|             | يونسكو                                    | 2 يونيو 1993                 | 8 أكتوبر 2007         |
|             | وكالة ضمان الاستثمار متعدد الأطراف        | 19 مارس 1993                 | 24 فبراير 1998        |
|             | الأمم المتحدة                             | 22 مايو 1992                 | 21 سبتمبر 1965        |
|             | الاتحاد البريدي العالمي                   | ?                            | ?                     |
|             | البنك الدولي للإنشاء والتعمير             | 25 فبراير 1993               | 3 أغسطس 1966          |
|             | الاتحاد الدولي للاتصالات                  | 20 أكتوبر 1992               | 22 أكتوبر 1965        |
|             | منظمة حظر الأسلحة الكيميائية              | ?                            | ?                     |
|             | مؤسسة التمويل الدولية                     | 25 فبراير 1993               | 4 سبتمبر 1968         |
|             | المركز الدولي لتسوية المنازعات الاستشارية | 13 يونيو 1997                | 13 نوفمبر 1968        |
|             | منظمة الشرطة الجنائية الدولية             | ?                            | ?                     |

## أعلام
هذه قائمة لبعض الشخصيات التي تربطها علاقات بالبلدين:
- ألكساندر جوريتش (لاعب كرة قدم، 12 أغسطس 1970[20] – )

## وصلات خارجية
- موقع وزارة الخارجية البوسنية
- موقع وزارة الخارجية السنغافورية